# Bakı arxipelaqı
Bakı arxipelaqı – grupa wysp w pobliżu Baku (Azerbejdżan), na Morzu Kaspijskim. Wody wokół wyspy są płytkie.

## Wyspy
- Böyük Zirə adası
- Daş Zirə
- Kiçik Zirə
- Səngi Muğan adası
- Zənbil adası
- Çigil adası
- Qarasu adası
- Xǝrǝ Zirǝ adası
- Gil adası
- Kür Daşı